# Halowe Mistrzostwa Polski Seniorów w Lekkoatletyce 2014
58. Halowe Mistrzostwa Polski Seniorów w Lekkoatletyce – zawody lekkoatletyczne, które odbywały się 22 i 23 lutego 2014 w Ergo Arenie w Sopocie.
Zawody odbyły się 2 tygodnie przed halowymi mistrzostwami świata, których organizatorem był Sopot. Bieżnia w Ergo Arenie została zamontowana 18 lutego 2014.
W programie mistrzostw, po raz pierwszy od 60 lat, znalazły się biegi sztafetowe. Sztafety 4 × 400 metrów kobiet i mężczyzn zostały rozegrane po raz pierwszy w historii halowych mistrzostw Polski.
Halowe mistrzostwa Polski seniorów pierwszy raz od 1990 roku nie były rozgrywane w Hali Ośrodka Przygotowań Olimpijskich w Spale.

## Rezultaty

### Mężczyźni
| Konkurencja:              | 1. miejsce                                                                         | Rezultat    | 2. miejsce                                                                      | Rezultat    | 3. miejsce                                                              | Rezultat    |
| Bieg na 60 m              | Dariusz Kuć SL WKS Zawisza Bydgoszcz                                               | 6,60 =SB    | Remigiusz Olszewski OŚ AZS Poznań                                               | 6,63 =PB    | Kamil Masztak WKS Grunwald Poznań                                       | 6,70 SB     |
| Bieg na 200 m             | Karol Zalewski AZS-UWM Olsztyn                                                     | 20,95       | Artur Zaczek OŚ AZS Poznań                                                      | 21,50 SB    | Przemysław Słowikowski WKS Flota Gdynia                                 | 21,57       |
| Bieg na 400 m             | Rafał Omelko AZS-AWF Wrocław                                                       | 46,29 PB    | Jakub Krzewina WKS Śląsk Wrocław                                                | 46,54 PB    | Kacper Kozłowski AZS-UWM Olsztyn                                        | 46,76 PB    |
| Bieg na 800 m             | Adam Kszczot RKS Łódź                                                              | 1:47,07     | Marcin Lewandowski SL WKS Zawisza Bydgoszcz                                     | 1:47,16     | Artur Kuciapski AZS-AWF Warszawa                                        | 1:48,19 PB  |
| Bieg na 1500 m            | Adam Czerwiński WKS Wawel Kraków                                                   | 3:48,82     | Tomasz Osmulski RKS Łódź                                                        | 3:49,41 SB  | Dawid Waloski WKS Wawel Kraków                                          | 3:50,44     |
| Bieg na 3000 m            | Łukasz Parszczyński KS Podlasie Białystok                                          | 7:49,26 NR  | Mateusz Demczyszak WKS Śląsk Wrocław                                            | 7:57,73 PB  | Szymon Kulka ULKS Lipinki                                               | 7:59,76 PB  |
| Bieg na 60 m przez płotki | Dominik Bochenek SL WKS Zawisza Bydgoszcz                                          | 7,65        | Damian Czykier KS Podlasie Białystok                                            | 7,88        | Mikołaj Justyński AZS Łódź                                              | 8,03        |
| Sztafeta 4 × 400 metrów   | WKS Śląsk Wrocław Piotr Kuśnierz Marcin Marciniszyn Łukasz Krawczuk Jakub Krzewina | 3:10,61     | AZS-AWF Wrocław Mateusz Kozłowski Tomasz Sieradzan Kamil Podsiadło Rafał Omelko | 3:12,19     | SKLA Sopot Mateusz Apacki Piotr Woźniak Damian Ruszkiewicz Patryk Dobek | 3:14,01     |
| Chód na 5000 m            | Łukasz Nowak OŚ AZS Poznań                                                         | 19:13,08 PB | Rafał Sikora AZS-AWF Kraków                                                     | 19:13,77 PB | Rafał Augustyn OTG Sokół Mielec                                         | 19:16,51 PB |
| Skok wzwyż                | Wojciech Theiner AZS-AWF Katowice                                                  | 2,22        | Sylwester Bednarek RKS Łódź                                                     | 2,22 SB     | Maciej Lepiato GZSN Start Gorzów                                        | 2,19 PB     |
| Skok o tyczce             | Robert Sobera AZS-AWF Wrocław                                                      | 5,72        | Paweł Wojciechowski SL WKS Zawisza Bydgoszcz                                    | 5,62        | Przemysław Czerwiński OSOT Szczecin                                     | 5,50        |
| Skok w dal                | Adrian Strzałkowski MKS Aleksandrów Łódzki                                         | 7,96 PB     | Tomasz Jaszczuk MKS Pogoń Siedlce                                               | 7,96 PB     | Michał Łukasiak AZS-AWF Warszawa                                        | 7,68 SB     |
| Trójskok                  | Karol Hoffmann MKS Aleksandrów Łódzki                                              | 16,71 PB    | Adrian Świderski WKS Śląsk Wrocław                                              | 16,49 SB    | Michał Lewandowski SKLA Sopot                                           | 16,00 SB    |
| Pchnięcie kulą            | Tomasz Majewski AZS-AWF Warszawa                                                   | 20,70 SB    | Rafał Kownatke LKS Ziemi Puckiej                                                | 19,80 PB    | Jakub Szyszkowski WKS Śląsk Wrocław                                     | 18,86       |
| Siedmiobój                | Marcin Przybył AZS-AWF Warszawa                                                    | 5475        | Kacper Chłond AZS-AWF Wrocław                                                   | 5075        | Krzysztof Miara AZS-AWF Warszawa                                        | 4824        |

### Kobiety
| Konkurencja:              | 1. miejsce                                                                                   | Rezultat     | 2. miejsce                                                                    | Rezultat     | 3. miejsce                                                                                         | Rezultat     |
| Bieg na 60 m              | Marta Jeschke SKLA Sopot                                                                     | 7,31 PB      | Anna Kiełbasińska AZS-AWF Warszawa                                            | 7,31 PB      | Małgorzata Kołdej KS Agros Zamość                                                                  | 7,52 PB      |
| Bieg na 200 m             | Anna Kiełbasińska AZS-AWF Warszawa                                                           | 23,24 PB     | Weronika Wedler AZS-AWF Wrocław                                               | 23,58 PB     | Agata Forkasiewicz AZS-AWF Wrocław                                                                 | 24,50        |
| Bieg na 400 m             | Justyna Święty AZS-AWF Katowice                                                              | 53,01        | Małgorzata Hołub KL Bałtyk Koszalin                                           | 53,18        | Ewelina Ptak WKS Śląsk Wrocław                                                                     | 53,38 PB     |
| Bieg na 800 m             | Angelika Cichocka ULKS Talex Borzytuchom                                                     | 2:01,14 SB   | Joanna Jóźwik AZS-AWF Warszawa                                                | 2:03,24      | Katarzyna Broniatowska AZS-AWF Kraków                                                              | 2:03,29 PB   |
| Bieg na 1500 m            | Katarzyna Broniatowska AZS-AWF Kraków                                                        | 4:26,11      | Danuta Urbanik KKS Victoria Stalowa Wola                                      | 4:26,41      | Monika Hałasa UKS Olimpia Zabrze                                                                   | 4:29,50      |
| Bieg na 3000 m            | Urszula Nęcka MKS MOS Płomień Sosnowiec                                                      | 9:25,00 SB   | Paulina Kaczyńska LKS Pomorze Stargard                                        | 9:28,77 PB   | Natalia Wacławska WKS Wawel Kraków                                                                 | 9:33,73 PB   |
| Bieg na 60 m przez płotki | Urszula Bhebhe AZS-AWF Warszawa                                                              | 8,24         | Anna Kiełbasińska AZS-AWF Warszawa                                            | 8,28         | Katarzyna Świostek AZS-AWF Warszawa                                                                | 8,44         |
| Sztafeta 4 × 400 metrów   | AZS-AWF Wrocław Małgorzata Linkiewicz Karolina Dąbrowska Małgorzata Curyło Joanna Linkiewicz | 3:41,83      | AZS-AWF Warszawa Jolanta Kajtoch Emilia Ankiewicz Weronika Wyka Joanna Jóźwik | 3:42,00      | AZS-AWFiS Gdańsk Katarzyna Wesołowska Katarzyna Ratajczyk Zuzanna Leszczyńska Agnieszka Karpiesiuk | 3:45,00      |
| Chód na 3000 m            | Paulina Buziak OTG Sokół Mielec                                                              | 12:51,22     | Katarzyna Burghardt RLTL ZTE Radom                                            | 13:00,82     | Katarzyna Golba AZS-AWF Katowice                                                                   | 13:17,93 PB  |
| Skok wzwyż                | Kamila Lićwinko KS Podlasie Białystok                                                        | 2,00 =NR     | Justyna Kasprzycka AZS-AWF Wrocław                                            | 1,94 =PB     | Urszula Domel AZS-AWF Wrocław                                                                      | 1,90 PB      |
| Skok o tyczce             | Anna Rogowska SKLA Sopot                                                                     | 4,40         | Aleksandra Wiśnik OSOT Szczecin                                               | 4,10 PB      | Olga Frąckowiak AZS-AWFiS Gdańsk                                                                   | 3,90         |
| Skok w dal                | Teresa Dobija AZS Łódź                                                                       | 6,44         | Anna Jagaciak MKS Juvenia Puszczykowo                                         | 6,43 PB      | Karolina Tymińska SKLA Sopot                                                                       | 6,36 SB      |
| Trójskok                  | Anna Jagaciak MKS Juvenia Puszczykowo                                                        | 13,69 SB     | Anna Zych KS AZS-AWF Biała Podlaska                                           | 13,07        | Justyna Kowalska KS AZS-AWF Kraków                                                                 | 12,81 SB     |
| Pchnięcie kulą            | Anna Wloka LUKS Podium Kup                                                                   | 16,82        | Paulina Guba OKS Start Otwock                                                 | 16,78 SB     | Agnieszka Maluśkiewicz OŚ AZS Poznań                                                               | 15,86        |
| Pięciobój                 | Agnieszka Borowska LKS Zantyr Sztum                                                          | 4210 pkt. PB | Marlena Maj AZS-AWF Warszawa                                                  | 3627 pkt. PB | Magdalena Miszewska AZS-AWFiS Gdańsk                                                               | 3363 pkt. PB |